# Boyeria grafiana
Boyeria grafiana е вид водно конче от семейство Aeshnidae. Видът не е застрашен от изчезване.

## Разпространение
Разпространен е в Канада (Квебек, Нова Скотия, Ню Брънзуик и Онтарио) и САЩ (Вирджиния, Върмонт, Джорджия, Западна Вирджиния, Кентъки, Масачузетс, Мейн, Минесота, Мисисипи, Мичиган, Ню Джърси, Ню Йорк, Ню Хампшър, Охайо, Пенсилвания, Северна Каролина, Тенеси и Южна Каролина).